# Lycosoides lehtineni
Lycosoides lehtineni is een spinnensoort in de taxonomische indeling van de trechterspinnen (Agelenidae).
Het dier behoort tot het geslacht Lycosoides. De wetenschappelijke naam van de soort werd voor het eerst geldig gepubliceerd in 2003 door Yuri M. Marusik & Guseinov.